# Лазарев, Валерий Семёнович
Вале́рий Семёнович Ла́зарев (род. 18 мая 1947, Москва) — российский учёный в сфере психологии управления и образования; доктор психологических наук, профессор; действительный член РАО (2008), директор ФГНУ «Институт инновационной деятельности в образовании» РАО.

## Биография
В 1965 году окончил Московский машиностроительный техникум, в 1972 — Московский институт инженеров транспорта по специальности «Автоматика и вычислительная техника». В 1972—1975 годах работал в проектно-конструкторском бюро по АСУ (Киев) инженером-конструктором, ведущим конструктором АСУ.
С 1975 года — сотрудник в отдела прикладных проблем психологии, с 1977 — заведующий лабораторией проблем психологии управления НИИ общей и педагогической психологии АПН СССР.
С 1987 года работал старшим научным сотрудником психологического факультета МГУ им. М. В. Ломоносова, заведующим отделом ВНИПИ труда Госстроя СССР, заведующим отделом ВНИИМИ Минздрава СССР, заведующим лабораторией объединения «Прогностика и перспективные НИОКР» ЦЭНДИСИ АН СССР, заместителем председателя правления АО «Интеграции научно-экономического потенциала». В 1991—1992 годах — советник министерства образования России.
В 1992—1998 годах — директор НИИ управления и экономики развития образования РАО (ныне — Институт управления образованием РАО). В 1998—2003 годах работал профессором Сургутском педагогическом университете, Московском психолого-педагогическом институте. С 2004 года — директор вновь созданного Института стратегических исследований в образовании (с 2005 — Институт инновационной деятельности в образовании) РАО.

### Семья
Отец — Семен Алексеевич Флаксман, инженер-механик; мать — Анна Ивановна Лазарева, врач.
Жена — Софья Яковлевна Лазарева (р. 1951); дети:
- Максим (р. 1975), Денис (р. 1987)[3].

## Научная деятельность
В 1980 году защитил кандидатскую (по проблемам психологии управления), в 1995 — докторскую диссертацию («Психология стратегических решений»).
Основные направления исследований:
- проблемы психологии управления,
- психологические механизмы стратегического мышления руководителей,
- методы развивающего обучения руководителей.

Являлся одним из соруководителей разработки первой Федеральной программы стабилизации и развития российского образования (1991). Первым в России исследовал психологические механизмы стратегического мышления руководителей, создал теорию стратегического мышления. Создал научную школу развития образовательных систем на основе системного управления инновационными процессами, разработал теоретическую модель системного развития школы. Развивает новое направление научных исследований, получившее название «Педагогическая инноватика».
11 апреля 1996 года избран членом-корреспондентом, 23 декабря 2008 — действительным членом РАО; состоит в Отделении философии образования и теоретической педагогики. В 1997—1999 годы входил в состав экспертного совета ВАК.
Автор более 140 научных работ, в том числе 14 монографий, учебника для педагогических вузов, 8 пособий для руководителей.
Источник — Электронные каталоги РНБ
- Коноплина Н. В., Лазарев В. С. Развитие педагогического вуза: методология, теория, опыт. — Ханты-Мансийск : Полиграфист, 2008. — 215 с. — 500 экз. — ISBN 978-5-89846-857-5
  -  — 2-е изд. — Екатеринбург : Гуманитарный ун-т, 2010. — 284 с. — 500 экз. — ISBN 978-5-7741-0134-4
- Лазарев В. С. Инноватика в школе : учеб. пособие для системы педагогич. образования и повышения квалификации работников образования. — Екатеринбург ; Сургут : Гуманитарный ун-т: Сургутский гос. пед. ун-т, 2011. — 159 с. — 500 экз. — ISBN 978-5-7741-0164-1
- Лазарев В. С. Комплексный метод психологического анализа эффективности управления : (Уровень произв. орг.) : Автореф. дис. … канд. психол. наук. — М., 1981. — 21 с.
- Лазарев В. С. Проектная деятельность в школе : учеб. пособие для учащихся 7-11 классов. — Сургут : Сургутский гос. пед. ун-т, 2014. — 135 с. — 3000 экз. — ISBN 978-5-904990-16-9
- Лазарев В. С. Системное развитие школы. — М.: Пед. о-во России, 2002. — 302 с. — 5000 экз. — ISBN 5-93134-153-6
  -  — 2-е изд. — М.: Пед. о-во России, 2003. — 302 с. — 3000 экз. — ISBN 5-93134-194-3
- Лазарев В. С. Управление инновациями в школе : учеб. пособие. — М.: Центр пед. образования, 2008. — 351 с. — (Образование XXI века). — 3000 экз. — ISBN 978-5-91382-042-6
- Лазарев В. С., Афанасьева Т. П., Елисеева И. А. Инновационная деятельность в школах развивающего обучения : науч.-метод. пособие для работников школ. — М.: Авторский Клуб, 2015. — 136 с. — (Классика развивающего обучения). — ISBN 978-5-906778-07-9
- Лазарев В. С. и др. Управление развитием школы : Пособие для руководителей образоват. учреждений / Под ред. М. М. Поташника, В. С. Лазарева. — М.: Новая шк., 1995. — 462 с. — 30000 экз. — ISBN 5-7301-0097-3
- Лазарев В. С., Поташник М. М. Как разработать программу развития школы : Метод. пособие для руководителей образоват. учреждений. — М.: Новая школа, 1993. — 47 с. — 30000 экз. — ISBN 5-7301-0007-8
- Лазарев В. С., Ставринова Н. Н. Подготовка будущих педагогов к исследовательской деятельности. — Сургут : ред.-издат. отдел Сургутского гос. пед. ун-та, 2007. — 162 с. — 300 экз. — ISBN 5-93190-176-0

## Награды
- Орден Почёта
- Премия Правительства РФ в области образования (дважды)
- знак «Почётный работник общего образования РФ»
- медаль К. Д. Ушинского
- золотая медаль РАО
- медаль РАО имени В. В. Давыдова[2].